# جزر القمر
جُزُرُ ٱلْقُمُر (ورسميًا: ٱلْاِتِّحَادُ ٱلْقُمُرِي)، هي دولة أفريقية مكونة من عدة جزر تقع في المحيط الهندي على مقربة من الساحل الشرقي لإفريقيا على النهاية الشمالية لقناة موزمبيق بين شمالي مدغشقر وشمال شرق موزمبيق. وأقرب الدول إلى جزر القمر هي موزمبيق، وتنزانيا، ومدغشقر، وسيشل.
تبلغ مساحة جزر القمر 1.862 كيلو متر مربع (أي 863 ميل مربع) لذا تعد ثالث أصغر دولة إفريقية من حيث المساحة، ويقدر عدد سكانها بـ876,935 نسمة وبذلك تعد سادس أقل دولة إفريقية من حيث عدد السكان على الرغم من أنها من أعلى الدول الإفريقية من حيث الكثافة السكانية، كما أنها أقصى دولة جنوبية في جامعة الدول العربية. اسم جزر القمر مشتق من الكلمة العربية «قمر».
تتكون الدولة رسميًا من أربع جزر في أرخبيل جزر القمر البركاني وهي: انجزيجة جزيرة موالي وجزيرة أنزواني وجزيرة ماهوريه بالإضافة إلى العديد من الجزر الأصغر مساحةً. وعلى الرغم من ذلك، فإن حكومة الاتحاد القمري (أو أسلافها منذ الاستقلال) لم تحكم مطلقًا جزيرة مايوت التي تعتبرها فرنسا مستعمرة فرنسية عبر البحار ولا زالت تحكمها. ويرجع ذلك إلى أن مايوت كانت هي الجزيرة الوحيدة في الأرخبيل التي صوّتت ضد الاستقلال عن فرنسا، واستخدمت فرنسا حق الفيتو وأبدت اعتراضها على قرارات مجلس الأمن التابع لمنظمة الأمم المتحدة التي تؤكد سيادة جزر القمر على الجزيرة. ولم يعد الحكم إلى جزر القمر مطلقًا، وقد قوبل الاستفتاء الذي تم في التاسع والعشرين من مارس عام 2009 حول أن تصبح الجزيرة جزء من الوطن الفرنسي في عام 2011 باحتفاء غامر.
ويتميز الأرخبيل بالتنوع الثقافي والتاريخي، حيث تألفت الأمة من ملتقى العديد من الحضارات. وعلى الرغم من أن اللغة الفرنسية هي اللغة الرسمية الوحيدة في جزيرة مايوت المتنافس عليها، فإن للاتحاد القمري ثلاث لغات رسمية وهي اللغة القَمرية (شِقُمُر) واللغة العربية والفرنسية.
ويعد الاتحاد القمري الدولة الوحيدة التي تشترك في عضوية كل من الاتحاد الإفريقي والمنظمة الدولية للفرانكوفونية ومنظمة المؤتمر الإسلامي وجامعة الدول العربية ولجنة المحيط الهندي بالإضافة إلى العديد من المنظمات الدولية، وعلى الرغم من ذلك، فإن لدى جزر القمر تاريخُا مضطربًا بالانقلابات العديدة منذ الاستقلال في عام 1975.

## التاريخ

### سكان فترة ما قبل الاستعمار

علم جمهورية القمر من سنة 1996 إلى سنة 2001 ـ اللون الأخضر والهلال يمثلان الإسلام الذي هو دين الدولة الرسمي، أما النجوم الأربعة فهي تمثل الجزر المكونة للاتحاد القمري وهي: القمر الكبرى، أنجوان، موهيلي ومايوت. مايوت هي الجزيرة الوحيدة من بين الجزر الأربعة التي رفضت الانضمام إلى دولة القمر وفضّلت البقاء تحت السلطة الفرنسية لأسباب اقتصادية. لكن هذا لم يمنع الاتحاد القمري من اعتبارها جزءا من الوطن حيث أنها ما زالت تطالب بضمها وباستقلالها عن فرنسا.

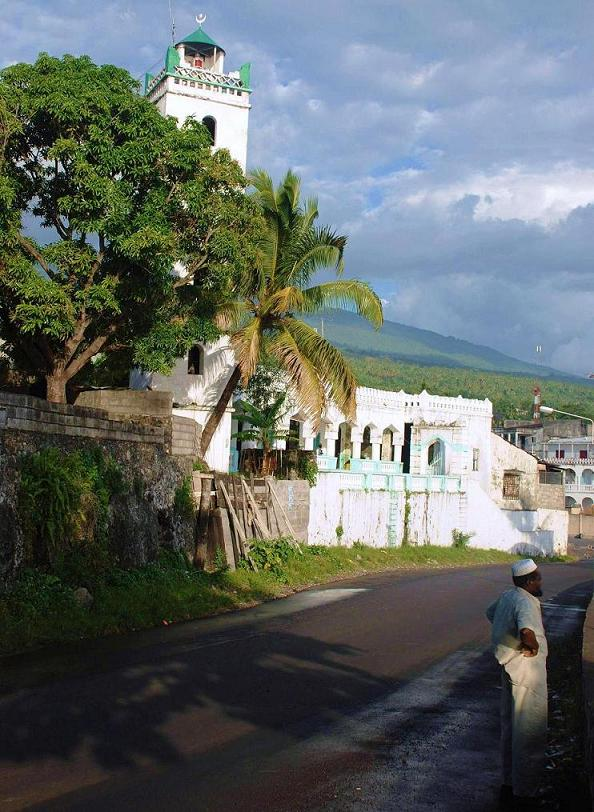
مسجد في موروني عاصمة جزر القمر

يُعتقد أن أول من سكن جزر القمر كانوا مستوطنين من بولينزيا ومن ماليزيا ومن الملايو ومن إندونيسيا والأسترونيسيون وقد جاؤوا عن طريق القوارب. واستقر هؤلاء في القرن السادس الميلادي وهو تاريخ أول موقع أثري معروف وجد في أنجوان، على الرغم من أن بعض المصادر تعتقد أن الاستيطان بدأ منذ أوائل القرن الأول. وقد أصبحت جزر القمر مأهولة بسكان تحدروا من مجموعات مختلفة آتية من ساحل أفريقيا و الخليج العربي وإندونيسيا ومدغشقر. وقد وصل المستوطنون السواحليون أولاً إلى الجزر كجزء من توسع البانتو الأكبر والذي حدث في أفريقيا خلال الألفية الأولى.
ويقسم تطور نمو جزر القمر إلى مراحل زمنية تبدأ بالنفوذ السواحلى والاستيطان في مرحلة الدمبيني (من القرن التاسع إلى القرن العاشر الميلادي) والتي ظلت خلالها كل جزيرة عبارة عن قرية واحدة مركزية. ومنذ القرن الحادي عشر إلى الخامس عشر، ازدهرت التجارة مع جزيرة مدغشقر وتجار الشرق الأوسط، وظهرت بعض القرى الأصغر وتوسعت المدن الموجودة. وقد صرح المواطنون والمؤرخون في جزر القمر أن أول استقرار للعرب يرجع إلى وقت أبكر من وصولهم المعروف إلى الأرخبيل، كما أن المؤرخين السواحليين كثيراً ما يتتبعون الأنساب ويرجعونها إلى الأسلاف العرب الذين أبحروا من اليمن ومملكة سبأ القديمة في عدن التي يعتقد أنها عدن المذكورة في الكتاب المقدس. وعلى الرغم من ذلك، فإن الناس ليسوا متأكدين من صحة هذا الأمر. وكان التجار القادمون من الشرق الأوسط هم أول من قدم الإسلام إلى هذه الجزر.
وهناك حقيقة محتملة أكثر من غيرها تتمثل في أن العرب الذي كانوا يتاجرون في الرقيق في أفريقيا قاموا بنشر ثقافتهم. وبمجرد أن انتشر الدين واكتسب شعبية، بدأ تشييد المساجد (مسجد) الكبيرة. وكانت جزر القمر مثل غيرها من المناطق الساحلية في المنطقة، من أهم المحطات في طرق التجارة الإسلامية الأولية التي سلكها الفرس والعرب. وعلى الرغم من بعد جزر القمر عن الساحل، فهي تقع على طول طريق البحر الرئيسي بين كيلوا وموزمبيق وهي بذلك منفذ لذهب زميبابوي.
وازداد النفوذ العربي مع علو شأن زنجبار تحت الحكم العربي العُماني (عُمان) وكذلك زاد تأثر الثقافة القمرية بالثقافة العربية وانعكس ذلك في عدة مجالات لاسيما في مجال العمارة والدين. وقامت العديد من السلطنات المتنافسة في القرنين السادس والسابع الميلادي.
وفي الوقت الذي أظهر فيه الأوربيون اهتمامهم بجزر القمر، دفع مظهر الثقافة العربية المسيطرة على الجزر الكثيرين إلى تذكر أصول المجتمع العربية على حساب التراث السواحلي والإفريقي. وهناك دراسة أكاديمية غربية قام بها توماس سبيير وراندال بوويلز ترجح كفة النفوذ الإفريقي على وجهة النظر القائلة بنشر الثقافة العربية.

### الاتصال الأوروبي والاستعمار الفرنسي

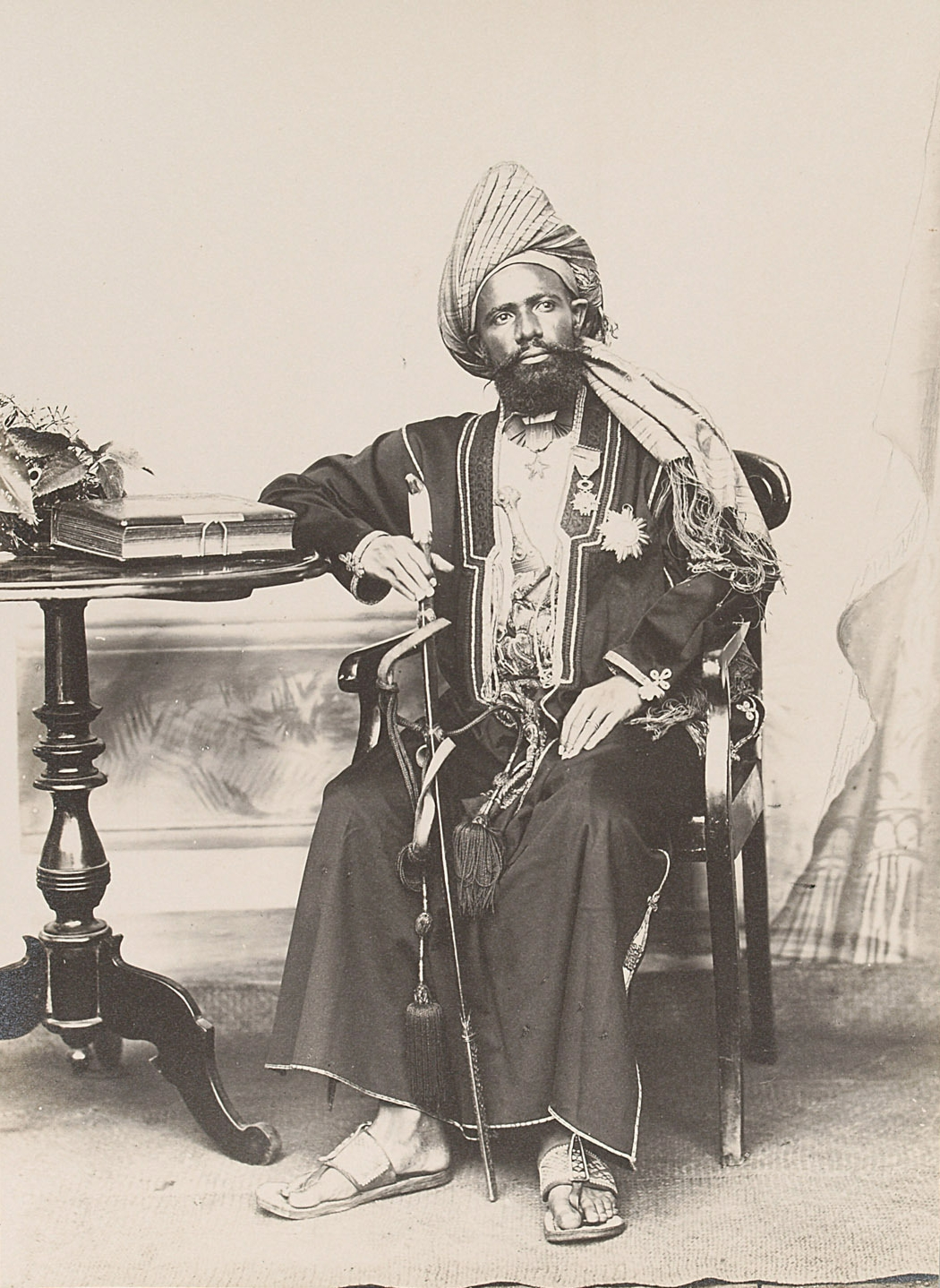
السلطان سيد علي بن سيد عمر سلطان القمر الكبرى (1897).

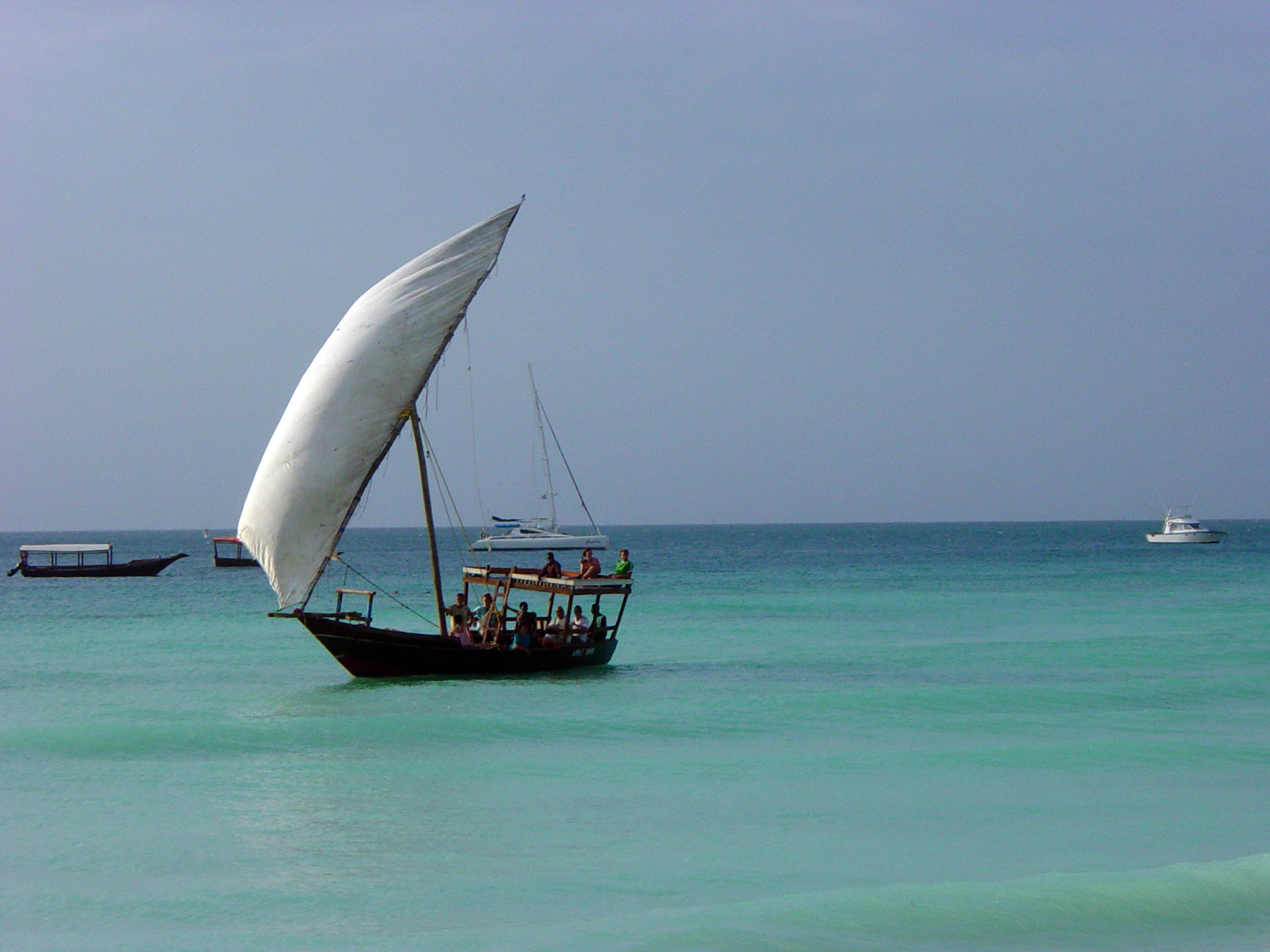
سفينةداو ذات شراع مثلث.

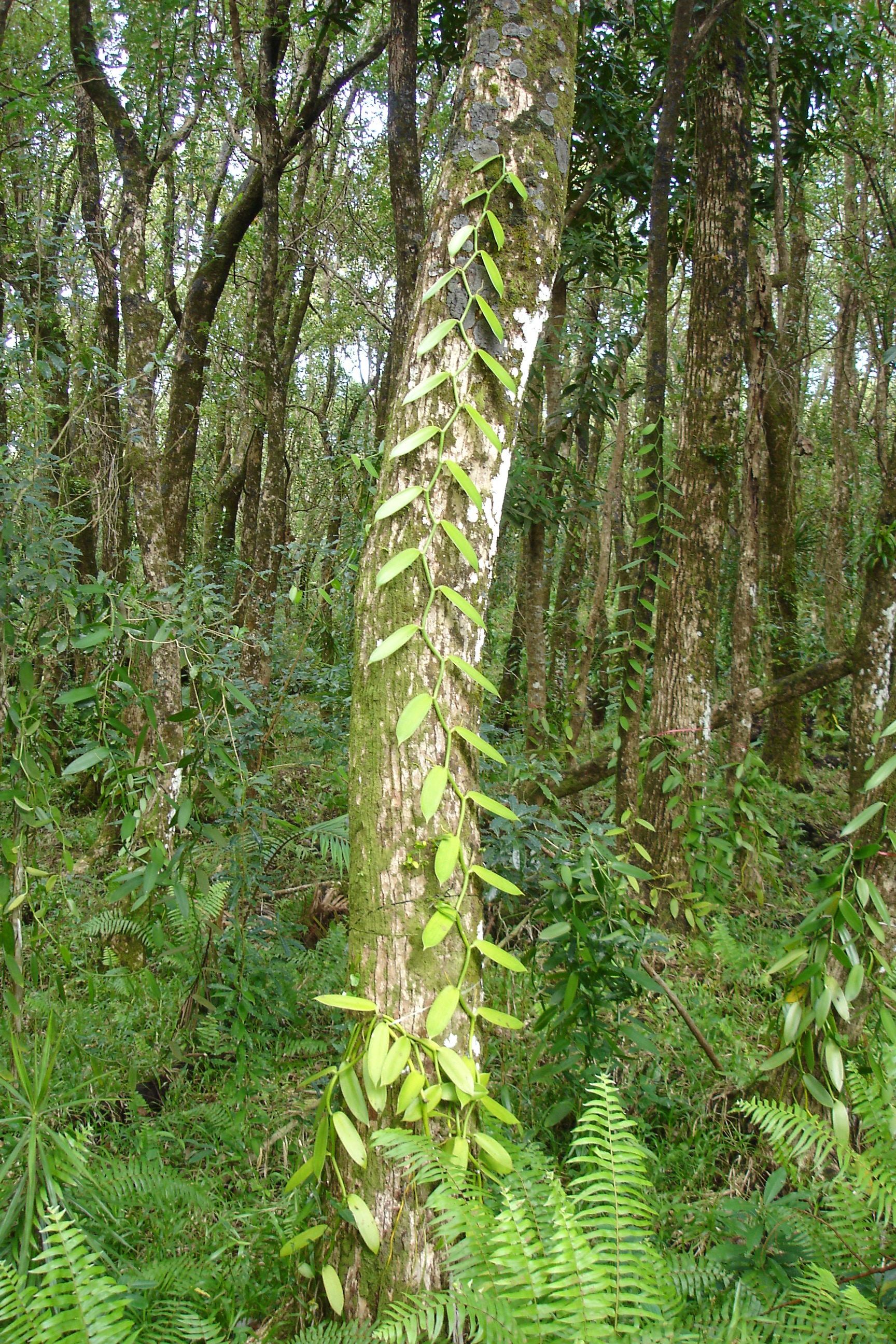
مزرعة فانيلا

قام المستكشفون البرتغاليون بزيارة الأرخبيل لأول مرة عام 1505.
وفي عام 1793 بدأ بعض المحاربين المالاجاشيين من مدغشقر بشن غارات على الجزر من أجل الحصول على الرقيق في بادئ الأمر. وبعد ذلك، قاموا بالاستيطان والاستيلاء على الكثير من المواقع.
بدأ الحكم الاستعماري الفرنسي في جزر القمر لأول مرة في عام 1841. وقام المستعمرون الفرنسيون الأوائل الذين هبطوا على جزيرة مايوت والملك المالاجاشي الذي يحكم جزيرة مايوت أندريان تسوولي بتوقيع اتفاقية في أبريل 1841 والتي تم بموجبها التنازل عن الجزيرة للقوات الفرنسية. وفي عام 1886 تم وضع جزيرة موهيلي تحت الحماية الفرنسية على يد الملكة ساليمبا موشيمبا. وفي العام نفسه وافق السلطان سعيد علي على الحماية الفرنسية بعد تقوية سلطته على جزيرة القمر الكبرى، وعلى الرغم من ذلك فقد احتفظ بالسيادة حتى عام 1909. وأيضًا في عام 1909 قام السلطان سعيد محمد سلطان أنجوان بالتنازل عن العرش لصالح الحكم الفرنسي. وأصبحت جزر القمر (بالفرنسية: Les Comores) مستعمرة فرنسية رسميًا في عام 1912، وتم وضع الجزر تحت حكم الحاكم العام للاستعمار الفرنسي في مدغشقر في عام 1941.
وقد كانت جزر القمر بمثابة محطة في طريق التجار المبحرين إلى الشرق الأقصى والهند حتى افتتاح قناة السويس والتي قللت بشكل كبير عبور التجار خلال قناة موزمبيق. وكانت السلعة المحلية الوحيدة التي تقوم جزر القمر بتصديرها هي جوز الهند. وقام المستوطنون الفرنسييون والشركات المملوكة لفرنسيين والأثرياء العرب ببناء اقتصاد يعتمد على الزراعة، وحتى الآن يستغل الاقتصاد ثلث مساحة الأراضي لزراعة محاصيل للتصدير. وبعد الاستيلاء على مايوت قامت فرنسا بتحويلها إلى مستعمرة مخصصة للزراعة. وتم تحويل الجزر الأخرى بعد ذلك بوقت قليل وتم تقديم المحاصيل الكبرى مثل إيلانغي إيلانغي والفانيليا والبن، والكاكاو والسيزال.
وتم التوصل إلى اتفاقية مع فرنسا في عام 1973 بشأن استقلال جزر القمر في عام 1978. وعلى الرغم من ذلك ففي السادس من يوليو من عام 1975 أصدر برلمان جزر القمر قرارًا من جانب واحد يعلن استقلالها. وقد امتنع نواب مايوت عن التصويت. وتم إجراء الاستفتاءات في كل الجزر الأربعة. وقد صوتت ثلاث جزر للاستقلال وحصدت أصواتًا كثيرة، بينما صوتت مايوت ضد الاستقلال وظلت تحت الحكم الفرنسي. وقد أعلن أحمد عبد الله استقلال «دولة جزر القمر» في الخامس من سبتمبر من عام 1975 وأصبح أول رئيس لها.

### الاستقلال

خريطة تبين موقع جزر القمر في شرق أفريقيا

كانت الثلاثون سنة التالية فترة اضطرابات سياسية. في الثالث من أغسطس من عام 1975 قام المرتزق بوب دينارد بمساعدة سرية من جاك فوكار والحكومة الفرنسية بخلع الرئيس أحمد عبد الله من منصبه عن طريق انقلاب مسلح واستبداله بعضو الجبهة الوطنية المتحدة في جزر القمر الأمير سيد محمد جعفر. وبعد عدة أشهر، في يناير 1976 تم خلع جعفر لصالح وزير الدفاع علي صالح. وفي هذا الوقت، صوّت سكان مايوت ضد الاستقلال عن فرنسا في استفتاءين (استفتاء). وتم الاستفتاء الأول في ديسمبر 1974 وبلغت نسبة تأييد استمرار العلاقات مع فرنسا 63,8%، بينما تم الاستفتاء الثاني في فبراير 1976 والذي أكد ذلك التصويت بأغلبية 99,4%. وقامت الثلاث جزر الباقية تحت حكم الرئيس صالح بإصدار عدد من السياسات الاشتراكية والانعزالية التي أدت في وقت وجيز إلى توتر العلاقات مع فرنسا. وفي الثالث عشر من مايو من عام 1978 عاد بوب دينارد للإطاحة بالرئيس صالح وإعادة عبد الله بتأييد من الحكومة الفرنسية وحكومة جنوب إفريقيا. وخلال فترة حكم صالح القصيرة شهد سبع محاولات انقلاب إضافية حتى تم طرده من منصبه وقتله في نهاية المطاف.
وعلى النقيض من صالح، فإن رئاسة عبد الله تميزت بالاستبداد. كما تم تغيير اسم الدولة إلى (République Fédérale Islamique des Comores) أي جمهورية القمر الاتحادية الإسلامية. واستمر عبد الله في الرئاسة حتى عام 1989 عندما خشي من حدوث انقلاب فقام بإصدار قرار يأمر الحرس الجمهوري بقيادة بوب دينارد بنزع سلاح القوات المسلحة. وبعد وقت قصير من توقيع القرار، زعم أن عبد الله قد لقي مصرعه في مكتبه رميًا برصاص ضابط عسكري ناقم. وعلى الرغم من ذلك، زعمت مصادر فيما بعد أنه تم إطلاق صاروخ مضاد للدبابات على غرفة نومه وقتله. وعلى الرغم من إصابة دينارد، إلا أنه كان هناك شك في أن قاتل عبد الله كان ضابطًا تحت إمرته. وبعد عدة أيام، تم إجلاء دينارد إلى جنوب إفريقيا على يد المظليين الفرنسيين. وبعد ذلك، أصبح سيد محمد جوهر الأخ الأكبر غير الشقيق لصالح الرئيس واستمر حتى عام 1995 عندما عاد بوب دينارد وحاول القيام بانقلاب آخر. وفي هذه المرة، تدخلت فرنسا بإرسال جنود مظلات وأجبرت دينارد على الاستسلام. وقام الفرنسيون بنفي جوهر إلى ريونيون، وأصبح محمد تقي عبد الكريم المدعوم من باريس رئيسًا عن طريق الانتخابات. وقاد البلاد منذ عام 1996 خلال فترة من أزمات العمالة والقمع حكومي وخلافات مع الانفصاليين حتى وفاته في نوفمبر عام 1998. وخلفه الرئيس المؤقت تاج الدين بن سعيد مسوندي.
وقد أعلنت جزيرة أنجوان وجزيرة موهيلي استقلالهما عن جزر القمر في عام 1997 في محاولة لاستعادة الحكم الفرنسي. لكن فرنسا رفضت طلبهما مما أدى إلى مواجهات دموية بين القوات الاتحادية والمتمردين. وفي أبريل 1999 قام العقيد غزالي عثماني رئيس أركان الجيش بالاستيلاء على السلطة في انقلاب غير دموي مطيحًا بالرئيس المؤقت مسوندي مشيرًا إلى القيادة الضعيفة في مواجهة الأزمة. وكان هذا هو الانقلاب الثامن عشر في جزر القمر منذ الاستقلال في عام 1975. بيد أن غزالي فشل في تعزيز سلطته وإعادة فرض السيطرة على الجزر وكان هذا الأمر مثار انتقاد دولي. وقام الاتحاد الإفريقي تحت رعاية رئيس جنوب إفريقيا إمبيكي، بفرض عقوبات على أنجوان للمساعدة في عقد المفاوضات والتوصل للصلح. وتم تغيير الاسم الرسمي للدولة إلى «اتحاد جزر القمر» وأصبح هناك نظام سياسي جديد يتمثل في الحكم الذاتي لكل جزيرة بالإضافة إلى حكومة اتحادية للثلاث جزر.
وقد تنحى غزالي عن الحكم في 2002 لخوض انتخابات ديمقراطية على منصب رئيس جمهورية جزر القمر وقد فاز فيها. ومنع استمرار الضغط الدولي نظرًا لكونه حاكمًا عسكريًا جاء أصلاً إلى السلطة عن طريق القوة ولم يكن ديمقراطيًا طوال بقائه في منصبه، قام غزالي بعمل تغيرات دستورية في جزر القمر تتيج إجراء انتخابات جديدة. وتم سن قانون تشريعي Loi des compétences' في أوائل عام 2005 والذي يحدد مسؤوليات كل هيئة حكومية وهو في حيز التنفيذ. وفاز في الانتخابات التي أجريت في عام 2006 أحمد عبد الله محمد سامبي وهو رجل دين مسلم شيعي درس الدين الإسلامي في إيران. وقد احترم غزالي نتائج الانتخابات وبذلك سمح بأول تبادل سلمي وديمقراطي للسلطة في الأرخبيل.
وفي عام 2001 استولى العقيد محمد بكار وهو ضابط سابق تم تدريبه على يد الشرطة الفرنسية على السلطة الرئاسية في أنجوان. وقام بإجراء تصويت في يونيو 2007 ليؤكد قيادته التي تم رفضها من قبل الحكومة الاتحادية القمرية والاتحاد الإفريقي بوصفها غير شرعية. وفي الخامس والعشرين من مارس من عام 2008 قام مئات من جنود الاتحاد الإفريقي وجزر القمر بالاستيلاء على جزيرة أنجوان التي يحكمها المتمردون، وكان هناك ترحيب بشكل عام من السكان بهذا الأمر. ووردت أخبار عن أنه تم تعذيب مئات بل آلاف الأشخاص خلال فترة رئاسة بكار. وتم قتل وجرح بعض المتمردين لكن لا يوجد أي أرقام رسمية عن عددهم. فقد جرح أحد عشر مدنيًا على أقل تقدير. وتم سجن بعض المسؤولين. وقد لاذ بكار بالفرار في زورق بخاري سريع إلى جزيرة مايوت، وهي مقاطعة فرنسية في المحيط الهندي، كي يطلب اللجوء السياسي. وقد تبع هذا الأمر احتجاجات مناهضة للتدخل الفرنسي في جزر القمر (انظر غزو أنجوان في 2008)
وقد شهدت جزر القمر منذ الاستقلال عن فرنسا أكثر من عشرين انقلاب أو محاولة انقلاب. وفي يناير 2024، أُعيد انتخاب الرئيس غزالي عثماني بنسبة 63% من الأصوات في انتخابات رئاسية المتنازع عليها.

## الجغرافيا

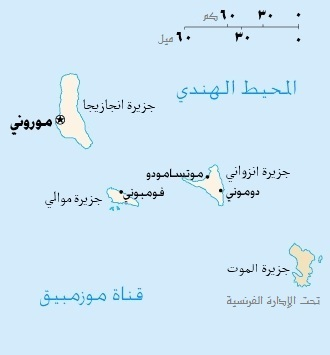
جزر القمر

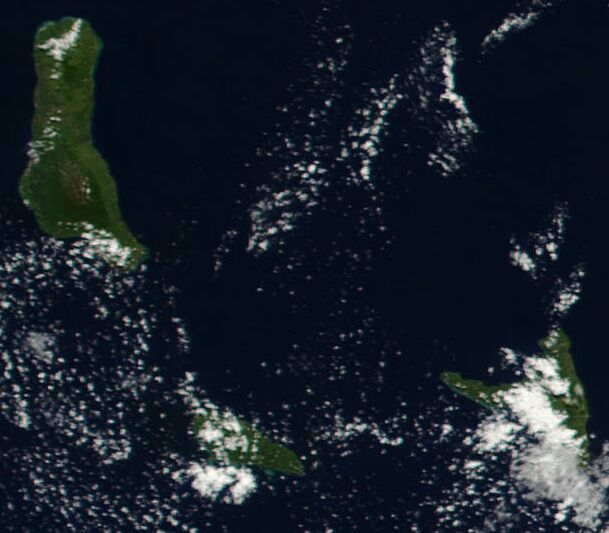
صور قور صناعي لجزر القمر.

نجازيجيا (القمر الكبرى) وموالي (موهيلي) وأنزواني (أنجوان) وماهوري (مايوت) هم الجزر الرئيسية في أرخبيل جزر القمر بالإضافة إلى العديد من الجزر الصغرى. وتعرف الجزر رسميًا بأسمائها في اللغة القمرية على الرغم من أن المصادر الدولية ما زالت تستخدم الأسماء الفرنسية (الموجودة في الأقواس) عادةً.

### الموقع
وتقع موروني وهي العاصمة وأكبر مدينة في نجازيجيا. ويقع الأرخبيل في المحيط الهندي في قناة موزمبيق بين الساحل الإفريقي بالقرب من موزمبيق وتانزانيا ومدغشقر وليس هناك حدود برية للجزر. ونظرًا لمساحتها التي تبلغ 2.235 كيلو متر مربع (863 ميل مربع) فهي تعد من أصغر دول العالم. وتمتلك جزر القمر 320 كيلومتر مربع (124 ميل مربع) من المياه الإقليمية. أما عن الأجزاء الداخلية للجزر فتتراوح ما بين الجبال شاهقة الارتفاع والتلال الخفيضة.

### المناخ
والمناخ عمومًا استوائي ومعتدل وهناك فصلان رئيسيان يتميزان بهطول الأمطار بشكل كبير إلى حد ما. وتصل درجة الحرارة إلى 29-30 درجة سليزيوس (84-86) درجة فهرنهايت في مارس الذي يعد أعلى الشهور حرارةً في الموسم المطير الذي يمتد من ديسمبر إلى أبريل. وعلى الجانب الأخر، تنخفض درجة الحرارة لتصل إلى 19 درجة سليزيوس (66 درجة فهرنهايت) في الموسم البارد الجاف والذي يمتد من مايو إلى نوفمبر. وتتعرض الجزر للأعاصير خلال الموسم المطير وتكون هذه الأعاصير قوية بشكل كافي لتدمير البنية التحتية مرتين كل عقد.
| البيانات المناخية لـموروني، جزر القمر                                                          | البيانات المناخية لـموروني، جزر القمر | البيانات المناخية لـموروني، جزر القمر | البيانات المناخية لـموروني، جزر القمر | البيانات المناخية لـموروني، جزر القمر | البيانات المناخية لـموروني، جزر القمر | البيانات المناخية لـموروني، جزر القمر | البيانات المناخية لـموروني، جزر القمر | البيانات المناخية لـموروني، جزر القمر | البيانات المناخية لـموروني، جزر القمر | البيانات المناخية لـموروني، جزر القمر | البيانات المناخية لـموروني، جزر القمر | البيانات المناخية لـموروني، جزر القمر | البيانات المناخية لـموروني، جزر القمر |
| الشهر                                                                                          | يناير                                 | فبراير                                | مارس                                  | أبريل                                 | مايو                                  | يونيو                                 | يوليو                                 | أغسطس                                 | سبتمبر                                | أكتوبر                                | نوفمبر                                | ديسمبر                                | المعدل السنوي                         |
| ---------------------------------------------------------------------------------------------- | ------------------------------------- | ------------------------------------- | ------------------------------------- | ------------------------------------- | ------------------------------------- | ------------------------------------- | ------------------------------------- | ------------------------------------- | ------------------------------------- | ------------------------------------- | ------------------------------------- | ------------------------------------- | ------------------------------------- |
| الدرجة القصوى °م (°ف)                                                                          | 34 (93)                               | 34 (93)                               | 35 (95)                               | 34 (93)                               | 33 (91)                               | 32 (90)                               | 31 (88)                               | 31 (88)                               | 31 (88)                               | 33 (91)                               | 34 (93)                               | 36 (97)                               | 36 (97)                               |
| متوسط درجة الحرارة الكبرى °م (°ف)                                                              | 30.4 (86.7)                           | 30.4 (86.7)                           | 30.8 (87.4)                           | 30.4 (86.7)                           | 29.5 (85.1)                           | 28.4 (83.1)                           | 27.7 (81.9)                           | 27.7 (81.9)                           | 28.1 (82.6)                           | 29.1 (84.4)                           | 30.3 (86.5)                           | 30.8 (87.4)                           | 29.5 (85.1)                           |
| متوسط درجة الحرارة الصغرى °م (°ف)                                                              | 23.4 (74.1)                           | 23.3 (73.9)                           | 23.0 (73.4)                           | 22.6 (72.7)                           | 21.2 (70.2)                           | 19.6 (67.3)                           | 18.8 (65.8)                           | 18.4 (65.1)                           | 19.0 (66.2)                           | 20.3 (68.5)                           | 21.6 (70.9)                           | 22.6 (72.7)                           | 21.2 (70.2)                           |
| أدنى درجة حرارة °م (°ف)                                                                        | 20 (68)                               | 20 (68)                               | 20 (68)                               | 20 (68)                               | 17 (63)                               | 14 (57)                               | 14 (57)                               | 14 (57)                               | 15 (59)                               | 16 (61)                               | 18 (64)                               | 19 (66)                               | 14 (57)                               |
| معدل هطول الأمطار مم (إنش)                                                                     | 364 (14.3)                            | 293 (11.5)                            | 279 (11.0)                            | 316 (12.4)                            | 256 (10.1)                            | 266 (10.5)                            | 244 (9.6)                             | 150 (5.9)                             | 108 (4.3)                             | 97 (3.8)                              | 108 (4.3)                             | 219 (8.6)                             | 2٬700 (106.3)                         |
| متوسط الأيام الممطرة                                                                           | 18                                    | 16                                    | 18                                    | 18                                    | 12                                    | 12                                    | 12                                    | 10                                    | 11                                    | 12                                    | 12                                    | 16                                    | 167                                   |
| متوسط الرطوبة النسبية (%)                                                                      | 79                                    | 77                                    | 76                                    | 74                                    | 69                                    | 66                                    | 65                                    | 65                                    | 70                                    | 73                                    | 69                                    | 72                                    | 71                                    |
| ساعات سطوع الشمس الشهرية                                                                       | 187                                   | 177                                   | 225                                   | 192                                   | 232                                   | 231                                   | 236                                   | 232                                   | 221                                   | 237                                   | 230                                   | 212                                   | 2٬612                                 |
| المصدر #1: المنظمة العالمية للأرصاد الجوية                                                     |                                       |                                       |                                       |                                       |                                       |                                       |                                       |                                       |                                       |                                       |                                       |                                       |                                       |
| المصدر #2: BBC weather, Danish Meteorological Institute (sun and relative humidity, 1931–1960) |                                       |                                       |                                       |                                       |                                       |                                       |                                       |                                       |                                       |                                       |                                       |                                       |                                       |

### المساحة

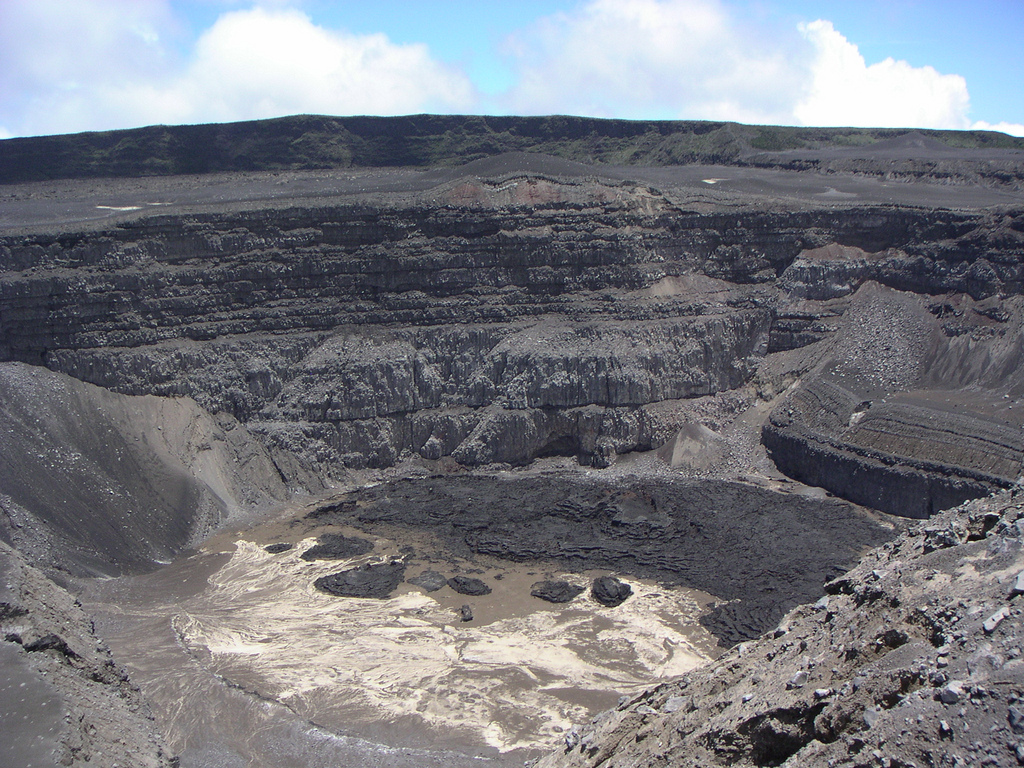
فوهة بركان قرطالة.

وتبلغ مساحة نجازيجيا أكبر جزيرة في أرخبيل جزر القمر المساحة الكلية للجرز الأخرى مجتمعةً تقريبًا. بالإضافة إلى ذلك، فهي أحدث الجزر تكونًا ولذلك فإن سطحها صخري. وتتميز الجزيرة بوجود بركانين وهما القرطالة ولاجريل وانعدام الموانئ الجيدة. وتعد جزيرة موالي وعاصمتها فومبوني أصغر جزيرة في الجزر الرئيسية. وتتميز انزواني التي عاصمتها موتسامودو بشكل مثلثي مميز سببه ثلاث سلاسل جبلية وهي سيما ونيوماكيلي وجيميليم تنشأ عن قمة مركزية تسمة متينجوي يبلغ ارتفاعها (1.575 متر أي 5.177 قدم) وتتميز جزيرة ماهوري وهي أقدم الجزر بأنها أكثر الجزر خصوبةً من حيث التربة وكذلك تتميز بالموانئ الجيدة ووفرة الأسماك المحلية نظرًا لإحاطتها بحيد مرجاني. وتقع العاصمة القديمة لجزر القمر أيام الاستعمار دزاودزي في باماندزي وهي أكبر جزيرة في ماهوري. أما العاصمة الحالية لماهوري فهي مامودزو. ويشير اسم مايوت أو (ماهوري) إلى مجموعة الجزر التي تعرف أكبرها باسم ماهوري وتضم الجزر المحيطة بماهوري ولعل أبرزها هي باماندزي (الأرض الصغيرة).

### البركان

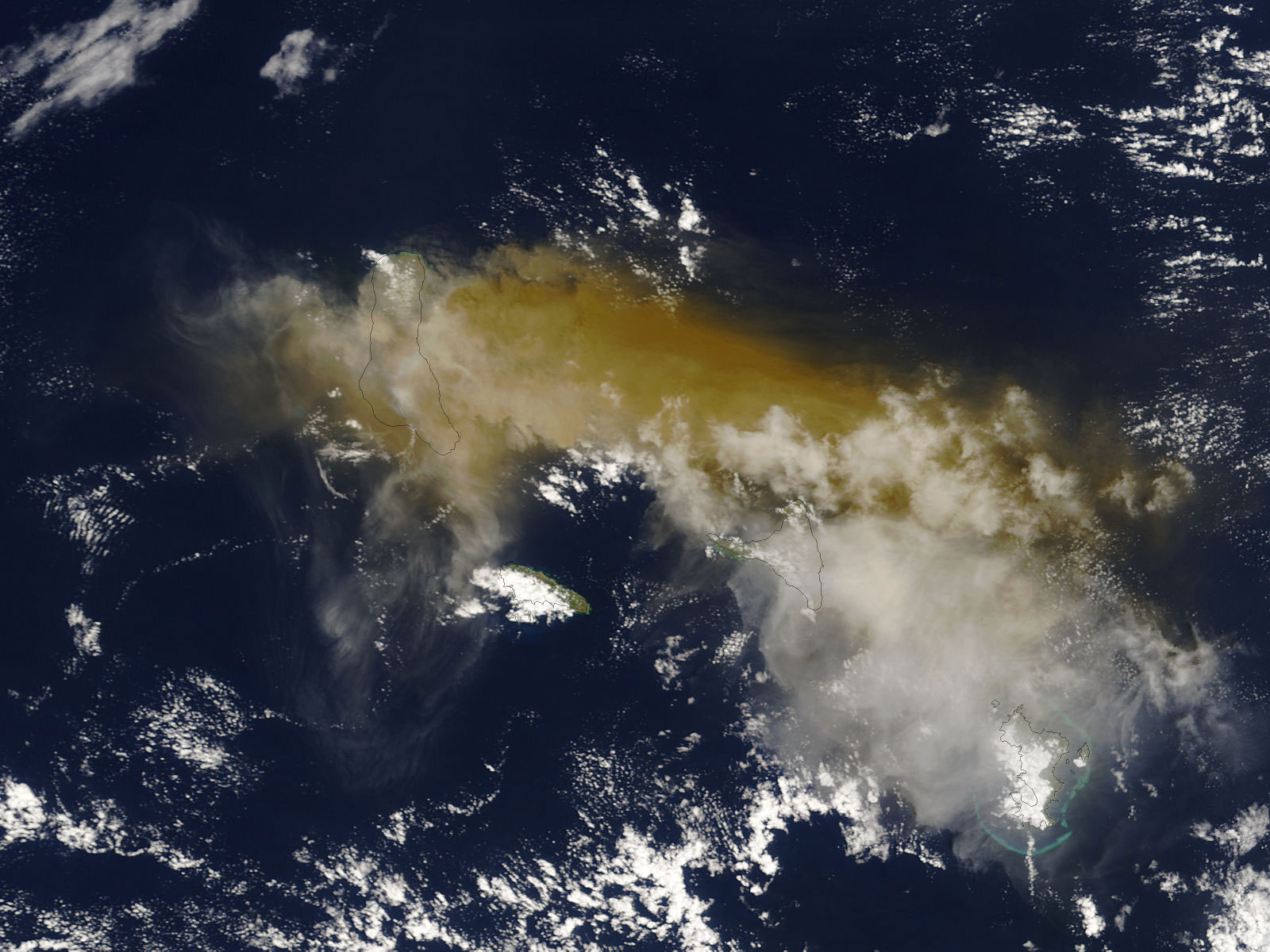
صورة بالقمر الصناعي لجبل القرطالة بعد ثورته في نوفمبر 2005.الرماد البركاني يعيق رؤية الجزيرة (محدد)

تكونت جزر أرخبيل جزر القمر بفعل النشاط البركاني.
ويقع بركان القرطالة، وهو بركان درعي نشط في «انجزيجة» ويعد أعلى قمة في البلد حيث يبلغ ارتفاعه 2.361 متر 7,748 قدم (2,362 م). ويضم هذا الجبل أكبر بقعة من الغابات المطيرة الآخذة في الاختفاء في جزر القمر. ويعد بركان القرطولى من أكثر البراكين النشطة في العالم في هذا الوقت، حيث ثار ثورةً صغيرةً في مايو 2006 وكان قد ثار قبلها في وقت قريب في أبريل 2005 وأيضًا في عام 1991. وفي ثورة البركان الذي حدثت في 2005 والتي استمرت من 17 إلى 19 أبريل تم إجلاء 40 ألف شخص ودّمرت بحيرة فوهة البركان الموجودة في فوهته الكبيرة - التي تبلغ مساحتها 3 في 4 كيلومتر.

### الجزيرة
كما تطالب جزر القمر بحقها في الجزر المجيدة والتي تضم المجيدة الكبرى وÎle du Lys وريك روك وساوث روك وفيرتيه روكس وهم ثلاث جزر صغيرة بالإضافة إلى ثلاث جزر أخرى غير مسماة تمتلكها فرنسا فيما تطلق عليه الجزر المتناثرة في المحيط الهندي. كانت الجزر المجيدة تحت حكم جزر القمر أثناء الاستعمار قبل عام 1975 ولذلك تعتبر أحياناً جزءاً من أرخبيل جزر القمر. علاوةً على ذلك، فإن جزيرة جزر جيسير والتي كانت جزيرة سابقة في أرخبيل جزر القمر لكنها غرقت الآن، تقع جغرافيّاً ضمن نطاق الجزر المتناثرة، وكانت مدغشقر قد قامت بالاستيلاء عليها بوصفها جزير غير مملوكة لأحد في عام 1976. وفي الوقت الراهن، تطالب جزر القمر بها كجزء من منطقتها الاقتصادية الخالصة.

## السياسة

### النظام الحكم

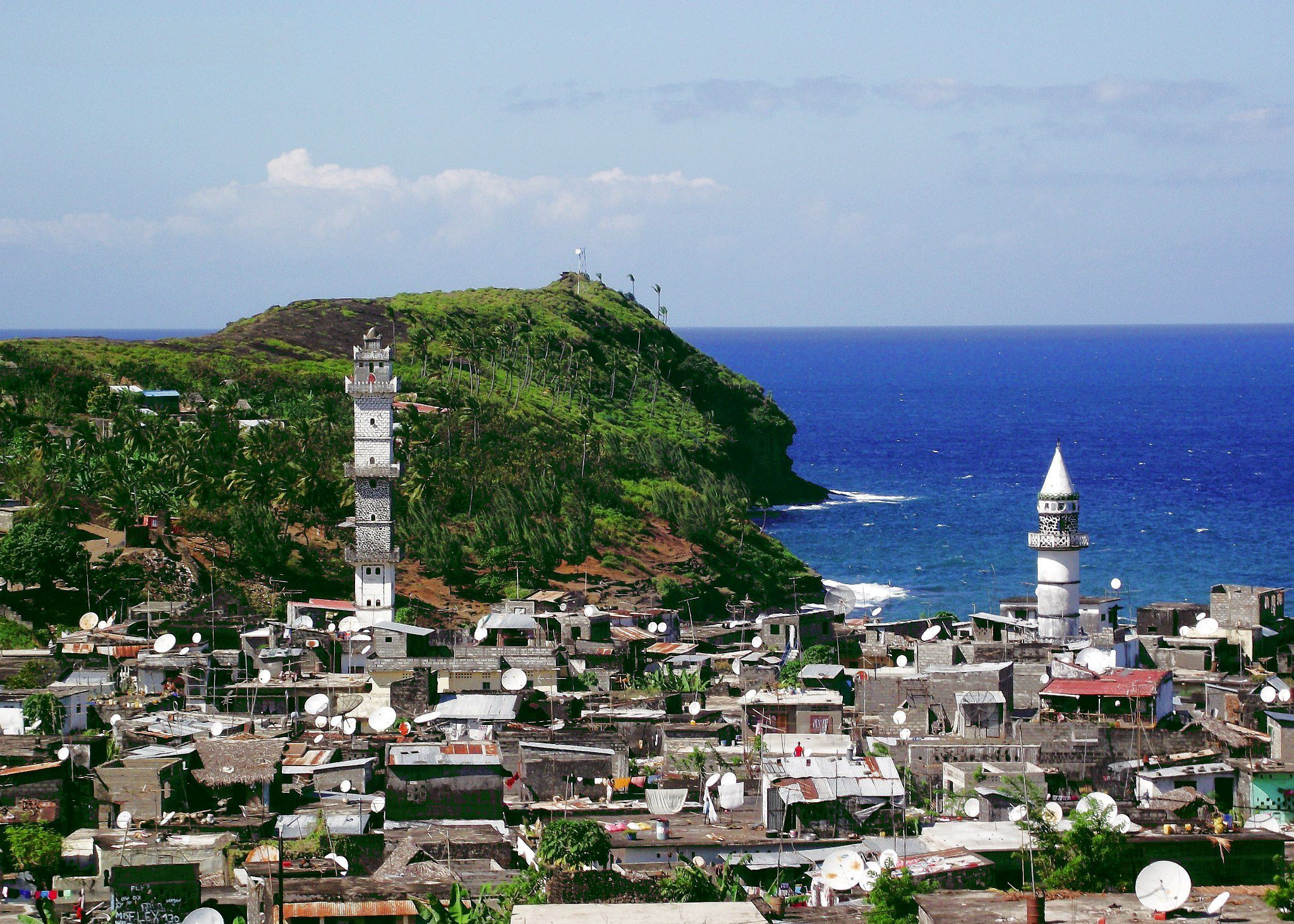
نظرة على موتسامودو وتعلوها مآذن المساجد.

تسير السياسة في اتحاد جزر القمر وفق نظام جمهورية رئاسية اتحادية يكون من خلاله رئيس جزر القمر رئيس الدولة ورئيس الحكومة، وكذلك تأخذ جزر القمر بنظام التعددية الحزبية. وتم التصديق على دستور الاتحاد القمري عن طريق استفتاء تم في الثالث والعشرين من ديسمبر من عام 2001 وتم اختيار دساتير الجزر والسلطات التنفيذية. وقد كانت جزر القمر تعتبر فيما سبق ديكتاتورية عسكرية، وكان انتقال السلطة من غزالي عثماني إلى أحمد عبد الله محمد سامبي في مايو 2006 أول انتقال سلمي في تاريخ جزر القمر. وتمارس الحكومة السلطة التنفيذية. أما السلطة التشريعيةالاتحادية فيتقاسمها كل من الحكومة والبرلمان. وتضمن ديباجة الدستور حكم مستقى من تعاليم الإسلام والالتزام بحقوق الإنسان والعديد من الحقوق المحددة كل على حدة والديمقراطية والمصير المشترك لكل شعب جزر القمر. وطبقًا للمادة الثانية في الدستور تتمتع كل جزيرة بقدر كبير من الحكم الذاتي في الاتحاد وهذا يتضمن وضع قوانين خاصة بها أو الالتزام بالقانون الأساسي، وأيضًا لها الحق في أن يكون لها رئيس وبرلمان مستقل. أما رئاسة الاتحاد ومجلس الاتحاد فهما مختلفان عن حكومة كل جزيرة. ويتم تداول رئاسة الاتحاد بين الجزر. وترأس أنجوان مقعد الرئاسة في الدورة الحالية وبالتالي فإن رئيس الاتحاد هو أحمد عبد الله محمد سامبي؛ ويتبعها موهيلي ونجازيجيا في رئاسة الاتحاد في مدة تقدر بأربع سنوات وهي مدة الدورة الرئاسية [40] [40] [40] [37] [36]

### القانون
يقوم النظام القانوني في جزر القمر على أساس الشريعة الإسلامية ومجموعة القوانين الموروثة من فرنسا («قانون نابليون»)، ويقوم شيوخ القرى أو المحاكم المدنية بتسوية معظم الخلافات. أما السلطة القضائية فهي مستقلة عن السلطة التشريعية والسلطة التنفيذية. والمحكمة العليا أعلى جهة قضائية في السلطة القضائية. وتتألف المحكمة العليا من عضوين يختارهم الرئيس وعضوين تختارهم الجمعية الاتحادية وعضو يختاره مجلس كل جزيرة من الجزر. وتقوم المحكمة العليا بدور المجلس الدستوري في حل المسائل الدستورية والإشراف على الانتخابات الرئاسية. وتقوم المحكمة العليا أيضا باعتبارها محكمة إدارية عليا بالنظر في القضايا التي تكون فيها الحكومة مدعى عليها بإساءة التصرف.

### النظام الانتخابي
منذ عام 2008 تعتبر منظمة بيت الحرية أن جزر القمر وموريتانيا هما الدولتان الوحيدتان التي تتم فيهما الانتخابات بطريقة ديمقراطية في العالم العربي وبذلك فهما من دول ديمقراطية انتخابية.
ينفق نحو 80 في المائة من الميزانية السنوية للحكومة المركزية على النظام الانتخابي المعقد للدولة والذي يوفر حكومة شبه مستقلة ورئيس شبه مستقل لكل جزيرة من الثلاث جزر بالإضافة إلى تداول الرئاسة لحكومة الاتحاد الجامعة للجزر. وكان من المقرر إجراء استفتاء في عام 2009 لتقرير إمكانية تقليل البيروقراطية السياسية المعقدة.

### شؤون العسكرية
تتكون القوة العسكرية في جزر القمر من جيش صغير دائم محترف وخمسمائة فرد من أفراد الشرطة وأيضًا خمسمائة فرد من قوات الدفاع. وتوفر معاهدة الدفاع الموقعة مع فرنسا مصادر الحماية البحرية للمياه الإقليمية وكذلك تدريب العسكريين القمريين وأيضًا المراقبة الجوية. وتحتفظ فرنسا بقوة عسكرية صغيرة في جزر القمر وتضعها تحت طلب الحكومة، كما تحتفظ فرنسا أيضًا بقاعدة بحرية صغيرة وفيلق أجنبي في مايوت. وفي عدة مناسبات قام الاتحاد الأفريقي باقتراح إرسال قوات إلى الجزر وكما قامت المملكة المغربية بارسال مساعدة عسكرية في الانقلاب الأخير.

### العلاقات الخارجية
في نوفمبر عام 1975 أصبحت جزر القمر العضو رقم 143 في منظمة الأمم المتحدة. وصنفت الأمة الجديدة بأنها تضم الأرخبيل كاملاً على الرغم من أن فرنسا ما زالت تفرض سيطرتها على جزيرة الموت بوصفها تبعية. وقد طالبت جزر القمر مرارًا وتكرارًا بأحقيتها في الجزيرة أمام الجمعية العامة للأمم المتحدة التي أصدرت مجموعة من القرارات تحت عنوان «مسألة جزيرة مايوت القمرية» وصرحت أن جزيرة مايوت تنتمي إلى جزر القمر تحت مبدأ أن أراضي المستعمرات لا بد من الحفاظ على سلامتها بعد الاستقلال. وعمليًا، فإن تأثير هذه القرارات لا يكاد يذكر وليس هناك احتمال في الأفق لأن تصبح مايوت واقعيًا جزءًا من دولة جزر القمر دون موافقة شعبها. وفي الآونة الأخيرة، أبقت الجمعية العامة الأمر في جدول أعمالها، لكنها أرجأته من عام إلى أخر دون اتخاذ أي إجراء. بالإضافة إلى ذلك، قامت العديد من الهيئات بما فيها الجمعية العامة للأمم المتحدة ومنظمة الوحدة الإفريقية وحركة دول عدم الانحياز ومنظمة المؤتمر الإسلامي على حد سواء بتبني الموقف المشكك في السيادة الفرنسية على جزيرة مايوت.

### الاتحاد الأفريقي
علاوةً على ذلك، فإن جزر القمر هي عضو في الاتحاد الإفريقي وجامعة الدول العربية وصندوق التنمية الأوروبي والبنك الدولي وصندوق النقد الدولي ولجنة المحيط الهندي وبنك التنمية الأفريقي. وفي العاشر من أبريل عام 2008 أصبحت جزر القمر الدولة رقم 179 التي تقبل بروتوكول كيوتو الصادر عن الإتفاقية الإطارية للأمم المتحدة بشأن تغير المناخ.

## الاقتصاد

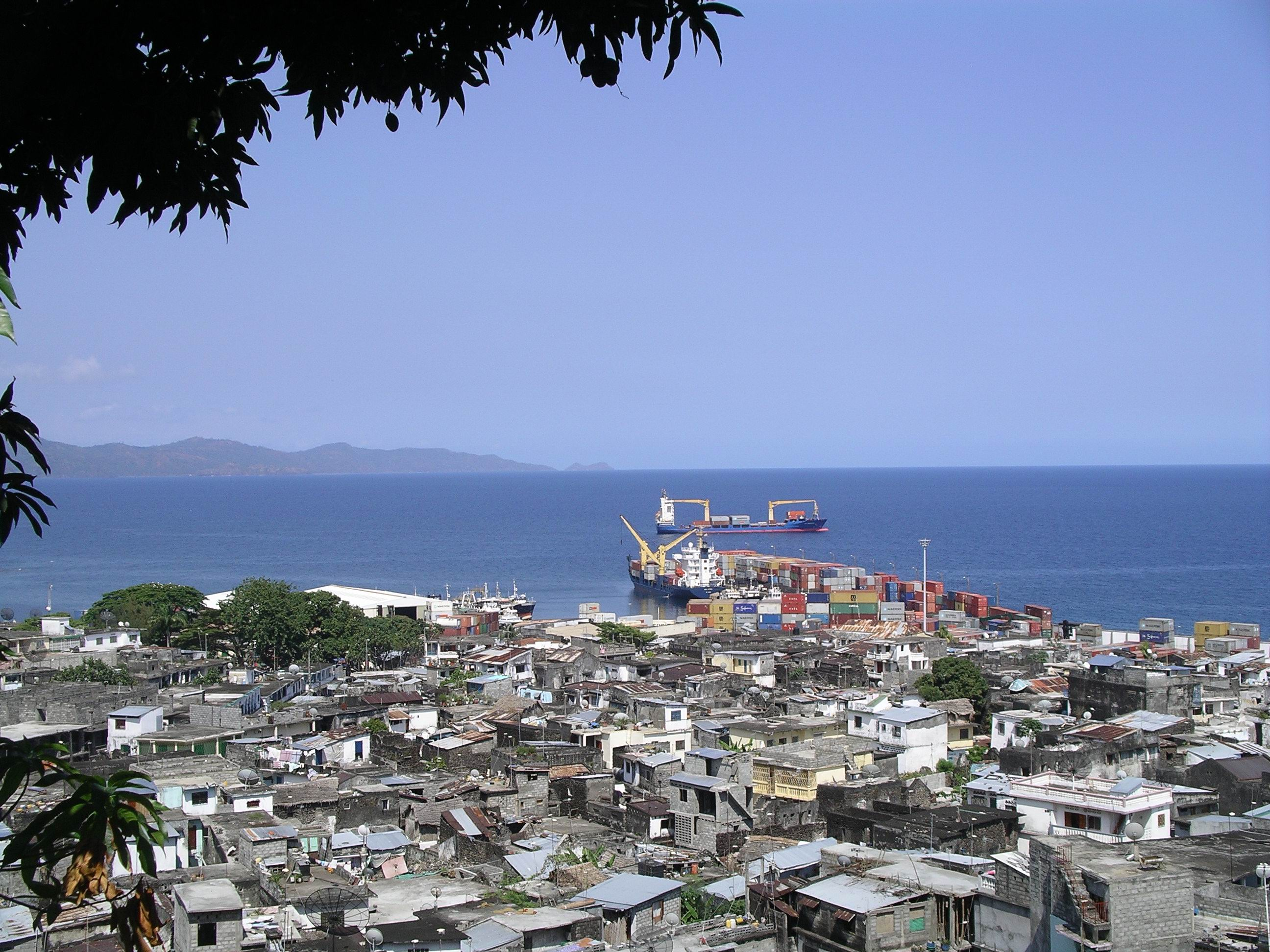
مرسى موتسامودو

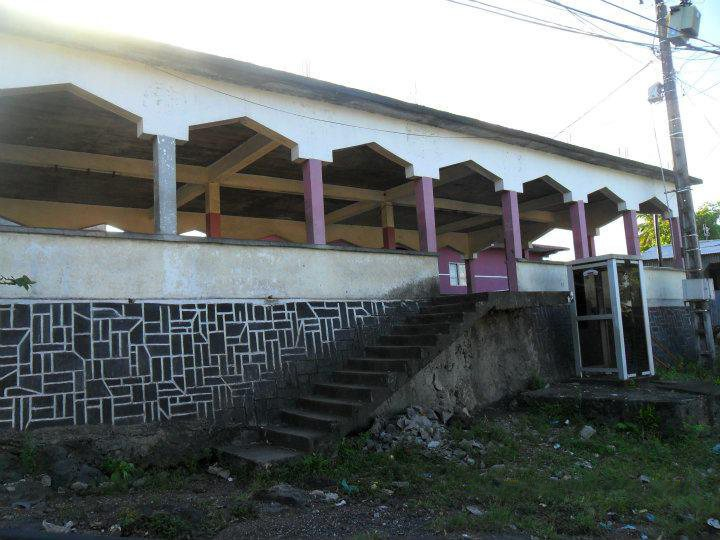
سوق شواني

### الزراعة
يتصدر تحقيق النمو الاقتصادي وتقليل الفقر قائمة أولويات الحكومة، وترتفع نسبة البطالة حيث يصل معدلها إلى 14.3%. وتمثل الزراعة وصيد الأسماك وصيد الحيوانات وإدارة الغابات أهم قطاعات الاقتصاد، كما أن 38.4% من السكان يعملون في القطاع الأول. إن الكثافة السكانية المرتفعة التي تصل إلى 1000 نسمة في الكيلو متر المربع في أكثر المناطق الزراعية كثافة من الممكن أن تتسبب في كارثة بيئية في المستقبل القريب بالنسبة للاقتصاد الذي يعتمد على الزراعة الريفية بشكل كبير، لا سيما مع المعدل المرتفع لنمو السكان. وكان الناتج المحلي الإجمالي الحقيقي في جزر القمر منخفضًا حيث قدر بـ 1.9% في عام 2004 واستمر الناتج المحلي الإجمالي الحقيقي بالنسبة للفرد في الانخفاض سنويًا في عام 2004. وتعزى هذه الانخفاضات إلى عدة عوامل تتمثل في انخفاض الاستثمار وهبوط في الاستهلاك وارتفاع التضخم وزيادة اختلال الميزان التجاري ويرجع هذا نسبيًا إلى أسعار المحاصيل النقدية المخفضة لاسيما الفانيليا.

### النقل
ولدى جزر القمر نظام نقل غير ملائم أو كافٍ، كما أن السكان غالبيتهم من الشباب وتتزايد نسبة السكان بشكل سريع، فضلاً عن بعض الموارد الطبيعية المحدودة. إن انخفاض المستوى التعليمي للقوى العاملة يسهم في خلق مستوى محدود من النشاط الاقتصادي ويؤدي إلى ارتفاع نسبة البطالة والاعتماد الشديد على المعونات الخارجية والمساعدة التقنية. وتسهم الزراعة بـ 40% من الناتج المحلي الإجمالي ويشتغل بها 80% من القوى العاملة وتقدم معظم الصادرات. وتعد جزر القمر أكبر دولة منتجة لنبات يلانج في العالم، وتعد أيضاً من أكبر الدول إنتاجاً لنبات الفانيليا.

### الصناعات
وتكافح الحكومة من أجل رفع مستوى التعليم والتدريب الفني من أجل خصخصة المؤسسات التجارية والصناعية وتحسين الخدمات الصحية وتنويع الصادرات ودعم السياحة وتقليل معدل النمو السكاني المرتفع.
وتطالب جزر القمر بحقها في الحيد المرجاني بانك دو جيسير جزر جيسير وأيضًا في الجزر المجيدة كجزء من المنطقة الاقتصادية الخالصة الخاصة بها.
بالإضافة إلى ذلك، فإن جزر القمر عضو في منظمة توحيد قانون الأعمال في إفريقيا إحدى المنظمات الأفريقية.

## السكان

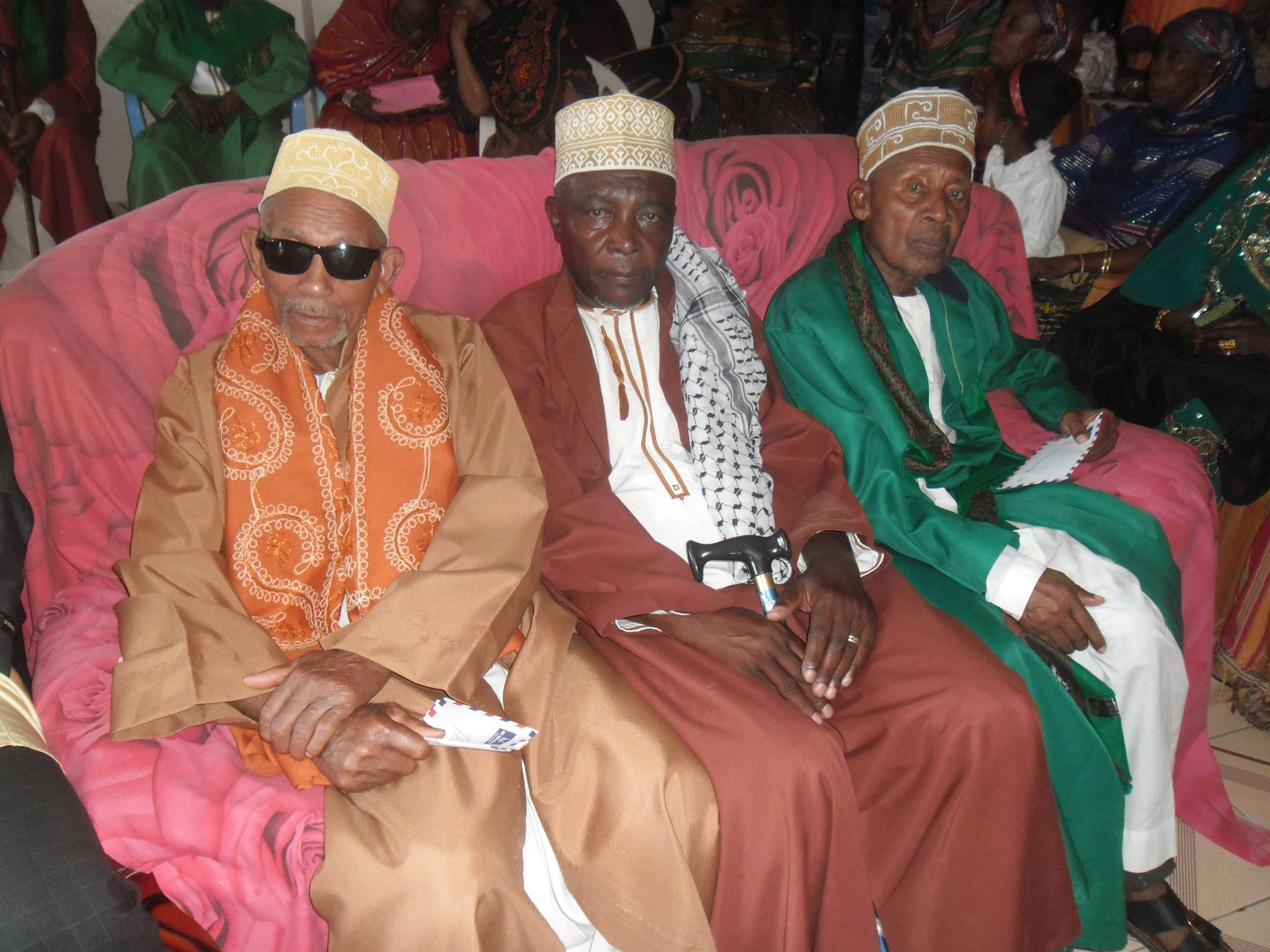
رجال جزر القمر بالزي التقليدي

تعد جزر القمر من الدول التي تتميز بقلة عدد السكان إذ يبلغ عدد سكانها أقل من مليون نسمة. وعلى الرغم من ذلك، فإنها تعد أيضًا من أكثر الدول كثافةً سكانيةً، حيث تقدر الكثافة السكانية بـ 275 نسمة في كل كيلو متر مربع أي ما يعادل 712 نسمة في الميل المربع. وفي عام 2001 بلغت نسبة سكان الحضر 34% ويتوقع زيادة هذه النسبة نظرًا للنمو السلبي لسكان الريف، وفي الوقت نفسه يستمر النمو السكاني بشكل عام في الارتفاع النسبي. ومن بين المراكز الحضرية الكبرى مدينة موروني وموتسامودو ودوموني وفومبوني وتسمبيو.

### الديانة
يمثل الإسلام الدين الغالب في الدولة إذ يدين به نحو 99% من السكان. وعلى الرغم من تغلغل الثقافة العربية في الأرخبيل، فهناك أقلية من المواطنين الكاثوليك في مايوت الذين تأثروا بقوة بالثقافة الفرنسية.

### الشعب

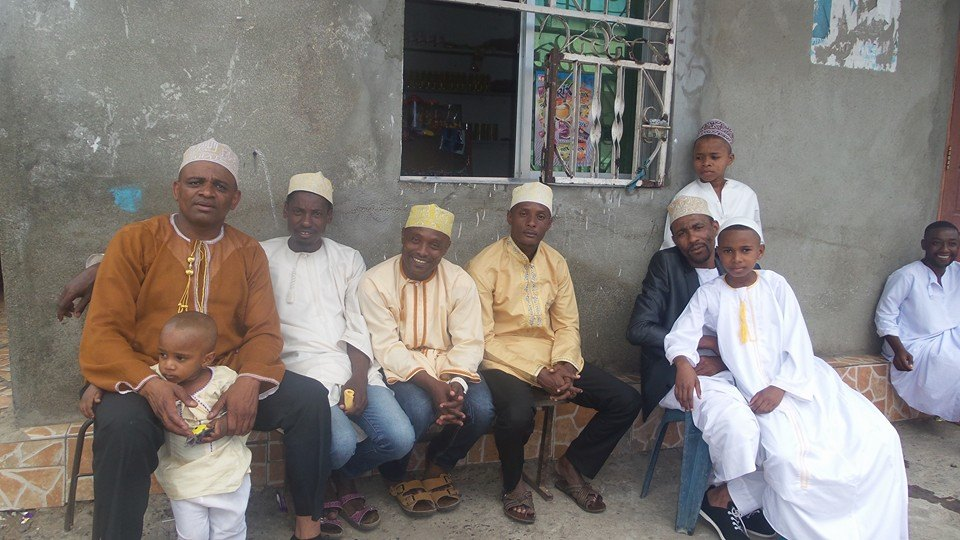
مجموعة من السكان يتسامرون

تتكون جزر القمر من 97.1% من السكان من أصل قمري، وهو مزيج من البانتو والملاجاشيين والعرب. وهناك أيضًا بعض الأقليات المالاغاشية والهندية بالإضافة إلى بعض الأقليات الناطقة بالكرييولية المتحدرين من مزيج من الدم الإفريقي والفرنسي والمولودين في ريونيون وتشمل الأقليات الماكوا والهنود (معظمهم من الإسماعيليين). كما يوجد حضور من الشعب الصيني في مايوت وأجزاء من القمر الكبرى لا سيما في موروني. وعلى الرغم من أن معظم الفرنسيين غادروا البلاد عقب الاستقلال في عام 1975، إلا أن مجتمعًا صغيرًا من الكريول، ينحدر من مستوطنين من فرنسا ومدغشقر وريونيون، يعيش في جزر القمر. كما تعيش الأقلية البيضاء ذات الأصل الفرنسي في جزر القمر.

### اللغات
أما أكثر اللغات شيوعًا فهي شيكومور وهي مشتقة من اللغة السواحلية ومتأثرة بالعربية. أما عن اللهجات المتحدثة في الجزر فهي شينجازيجيا: وهي لهجة جزيرة نجازيجيا، وشيموالي: وهي لهجة جزيرة موالي، وشيننزواني: وهي لهجة جزيرة انزواني، وشيماوريه: وهي لهجة جزيرة ماهوريه. كما أن اللغة الفرنسية واللغة العربية تعدان من اللغات الرسمية بالإضافة إلى اللغة القمرية. وتنتشر اللغة العربية على نطاق واسع كلغة ثانيةً فهي لغة التعاليم القرآنية، أما الفرنسية فهي لغة كل أنواع التعليم الرسمي. أما المالغاشية فيتحدثها عدد قليل من المهاجرين المالجاشيين.  حوالي سبعة وخمسين في المائة من السكان يجيدون قراءة الألفابئية اللاتينية أكثر من الألفابئية العربية، وتقدر نسبة معرفة السكان بالقراءة إلى نحو 62.5%.[49] [48]واللغة القمرية ليس لها حروف محلية خاصة بها، ولكن تم استخدام كل من الحروف العربية واللاتينية.

## التعليم في جزر القمر

### المدارس
التحق تقريبًا غالبية المتعلمين من السكان في جزر القمر ب مدارس قرآنية في مرحلة ما من حياتهم وغالبًا ما تكون قبل الالتحاق بالمدرسة العادية. وهنا يتعلم البنون والبنات القرآن ويحفظونه. ويختار بعض الآباء والأمهات هذا النوع المبكر من التعليم والمتمثل في المدارس القرآنية لمواجهة أثر المدارس الفرنسية التي عادةً يلتحق بها الأطفال فيما بعد. ومنذ الاستقلال وطرد المدرسين الفرنسيين، ابتلي النظام التعليمي بتدريب ضعيف للمدرسين مما نتج عنه نتائج ضعيفة. وعلى الرغم من ذلك، فإن الاستقرار الذي حدث مؤخرًا من الممكن أن يسمح بحدوث تطويرات واسعة النطاق.

## الثقافة

### اللغات
اللغة القمرية هي اللغة الأكثر استخدامًا في جزر القمر، وهي لغة قريبة من اللغة السواحلية ومتأثرة باللغة العربية إلى حد كبير، وتعد واحدة من اللغات الرسمية الثلاثة في جزر القمر بالإضافة إلى اللغة الفرنسية واللغة العربية. ولكل جزيرة لهجة مختلفة نسبيًا، فعلى سبيل المثال، يطلق على لهجة أنجوان اسم شينزواني، وبينما تسمى لهجة موهيلي شيموالي، ولهجة مايوت يطلق عليها شيماوريه، أما لهجة القمر الكبرى فتعرف باسم شينجازيجيا. ولم يكن هناك ألفبائية رسمية في عام 1992 ولكن كان يتم استخدام الحروف العربية والحروف اللاتينية على الرغم من أن أيًا منهما ليست حروفًا محلية بالنسبة للمنطقة.

### الموسيقى
تظل موسيقى الطرب، المستوردة من زنجبار في أوائل القرن العشرين، النوع الأكثر تأثيرًا في الجزر وتحظى بشعبية في حفلات الزفاف التقليدية.

## الإعلام

### الصحافة
توجد صحيفتان وطنيتان يوميّتان تُنشران في جزر القمر، جريدة «الوطن» المملوكة للحكومة والجريدة المحلية الرائدة في المنطقة والتي تنشر في جزيرة القمر الكبرى، وصحيفة "لا غازيت دي كوموريس" المملوكة للقطاع الخاص، وكلاهما يُنشر في موروني، إضافة إلى جريدة البلد (والتي تغطي جزر القمر ككل) وجريدة كويزي.

### الإذاعة
إذاعة القمر هي الإذاعة الوطنية وتليفزيون القمر الوطني هو التليفزيون الوطني.

## لمزيد من التفاصيل
- The Comoros Islands: Struggle Against Dependency in the Indian Ocean Malyn Newitt (كفاح جزر القمر ضد التبعية في المحيط الهندي).
- Historical Dictionary of the Comoro Islands Martin and Harriet Ottenheimer (القاموس التاريخي لجزر القمر).
- Shinzwani-English/English-Shinzwani Dictionary Harriet Ottenheimer (قاموس شينزواني- إنجليزي/ إنجليزي - شينزواني).
- Lonely Planet World Guide: Madagascar and Comoros Gemma Pitcher and Patricia C. Wright (الدليل العالمي للكوكب الوحيد: مدغشقر وجزر القمر).

## روابط إضافية
حكومة
- الموقع الرسمي لرئيس جزر القمر
- Chief of State and Cabinet Members

معلومات عامة
- عبد الحميد، محمد كمال. تاريخ جزر القمر.
- Country Profile from BBC News
- Comoros  from UCB Libraries GovPubs
- جزر القمر على مشروع الدليل المفتوح
- د.مارتن وهارييبت - جزر القمر

1. ↑  تم تعديل الدستور الحالي بشكل طفيف في فبراير 2018